# کاشی مارو
کاشی مارو (به انگلیسی: Kashi Maru) یک کشتی بود که طول آن ۵۲٫۴۳ متر (۱۷۲ فوت ۰ اینچ) بود. این کشتی در سال ۱۹۴۰ ساخته شد.